# Philippe Joseph Malbrancq
Philippe Joseph Malbrancq de son nom complet Philippe Joseph Malbrancq de Choques (également écrit Haquin), né le 4 janvier 1750 à Chocques (Pas-de-Calais), mort le 27 juin 1823 à Lille (Nord), est un général et écrivain français de la Révolution et de l’Empire.

## États de service
Il entre en service en 1768 comme soldat au régiment de Berry, il est nommé sergent en 1776, et il est congédié en 1777. En 1780 il est soldat au régiment des Gardes Françaises, et en 1786, il est à nouveau congédié mais il était rentré dans la prévôté de l'Hôtel.
Le 20 juillet 1791 il est sous-lieutenant de grenadiers au 2e bataillon de volontaires de Paris, il passe capitaine le 8 novembre suivant, et le 7 janvier 1792 il est nommé lieutenant-colonel en chef du 2e bataillon de volontaires de Paris. De 1792 à 1794, il sert à l’armée du Nord.
Il est promu général de brigade le 28 janvier 1794, il est employé dans la division du général Souham, et le 20 juin suivant il est relevé de ses fonctions. Le 7 mars 1795 il est remis en activité à l’armée de l’Ouest, et le 13 juin il n’est pas compris dans la réorganisation des états-majors. Le 5 octobre 1795 il rejoint l’armée des côtes de Brest, puis il passe le 1er janvier 1796 à l'Armée des côtes de l'Océan. Il est blessé lors de la guerre de Vendée, et le 22 septembre 1797 il est réformé. Il se retire dans le département du Nord et devient commandant de la 1re cohorte de la 12e légion de la garde nationale de ce département.

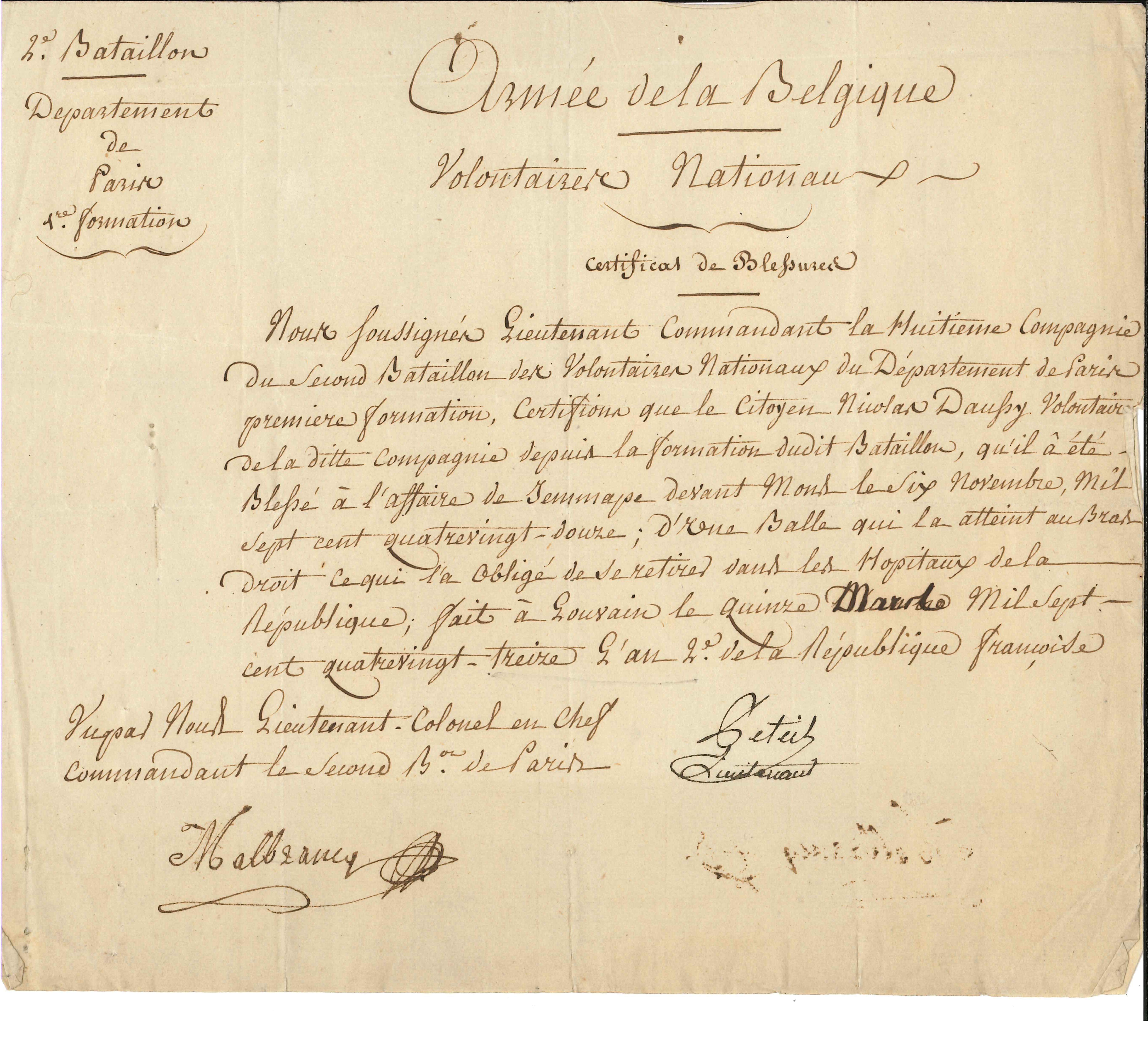
Certificat de Blessures de Nicolas Daussy signé par Philippe Joseph Malbrancq.

Il reprend du service le 8 août 1809, comme commandant de la 2e légion bis du Nord à la défense de Walcheren et de Cadzand, et il est admis à la retraite en 1810.
Le 23 novembre 1813, il prend la tête du 1er bataillon du 3e régiment à Anvers. Le 23 février 1814, il commande l’évacuation de Gorkum, et il participe à la défense de Bois-le-Duc.
Il meurt à Lille le 27 juin 1823.

## Œuvre littéraire
Le général Malbrancq est l'auteur de quelques pièces de théâtre :
- La surprise des Chouans dans la nuit du 19 au 20 germinal, deux actes en vers, 1796.
- La surprise des hommes égarés, fait historique en quatre actes, 1797.
- La repentance inutile du prévaricateur ou la retraite préméditée de l'an Ier de la République Française, cinq actes en vers, 1800.
- Le vrai patriote trois actes en vers, 1800.

## Observations du citoyen Malbrancq
Ces observations ont été présentées par Malbrancq, chef du 2e bataillon de Paris, lors de la promotion de Pierre-Guillaume Gratien, chef en second, au grade de général de brigade. Malbrancq croyait que son subordonné avait été nommé à sa place, avec son titre de commandant du 2e bataillon de Paris, et à son détriment. C'était bien Gratien que l'on voulait nommer, et la nomination fut maintenue, mais on décida d'élever en grade Malbrancq, lorsque les circonstances le permettraient.
« J'ai fait une retraite glorieuse au bataillon à la première affaire de Mons. Ce jour-là j'ai ramené une pièce de 8, abandonnée avec les tambours depuis Quiévrain jusque Valenciennes.

J'ai commandé mon bataillon à l'affaire du 20 à Sainte-Menehould

J'ai commandé seul mon bataillon à l'affaire de Jemmapes ainsi qu'à l'affaire de Liège

J'ai commandé six bataillons au siège de Maastricht. A la levée du siège j'ai sauvé plusieurs pièces de siège, bombes et boulets.

Par ordres retardés j'ai fait faire une contre marche aux 6 bataillons, afin de ne pas être coupé par l'ennemi, pour me rendre sur les hauteurs de Visé. Dans cette malheureuse retraite j'ai commandé mon bataillon pour nous débloquer entre Liège et Saint-Trond.

J'ai commandé mon bataillon dans l'intrépide affaire de Tirlemont.

Lors de la trahison de Dumouriez, je me suis rendu un des premiers avec mon bataillon sous les drapeaux de la République.

J'ai commandé mon bataillon lors de plusieurs attaques réelles et simulées à Millonfosse sous Saint-Amand-les-Eaux. J'ai commandé seul en qualité de commandant temporaire à Marchiennes, Saint-Amand et Lallaing, avant-poste de Douai.

J'ai commandé seul mon bataillon dans la petite affaire à l'abbaye d'Anchin, où j'ai fait prisonnier un major et 8 prussiens, tué ou blessé plusieurs autres.

J'ai commandé trois bataillons à la vigoureuse affaire de Linselles et à une petite affaire à Roubaix. J'ai commandé l'avant-poste de Blaton et plusieurs fois repoussé l'ennemi.

Je viens de commander mon bataillon à la dernière affaire de Menin, ou j'ai malheureusement perdu 200 républicains pour favoriser la prise de quantité de pièces de canon. »